# Birni N'Gaouré
Birni N'Gaouré è un comune urbano del Niger, capoluogo del dipartimento di Boboye nella regione di Dosso.